# Fazenda Nossa Senhora da Conceição
Fazenda Nossa Senhora da Conceição é uma fazenda fundada no ano de 1810, localizada no município de Jundiaí, no interior do estado de São Paulo.

## História
Fundada apenas dois anos depois da chegada da família real portuguesa no Brasil no ano de 1808, a fazenda localizada na cidade de Jundiaí, no interior do estado de São Paulo, foi fundada no ano de 1810. No começo a propriedade dedicava-se ao plantio de cana-de-açúcar.
Nas décadas seguintes, o estado de São Paulo passou a ter um papel de protagonismo na produção cafeeira no país, em detrimento de um processo de declínio na produção fluminense. Com essa mudanças de ares na economia paulista, a fazenda converteu-se sua produção canavieira para a produção de café.
Dado o bom momento econômico vivido no estado pela expansão cafeeira, a propriedade foi uma das fazendas responsáveis que culminaram na fundação da São Paulo Railway, a primeira ferrovia do estado de São Paulo. Fundada em 1867, a linha fazia a ligação ente o município de Jundiaí e a cidade litorânea de Santos, visando o escoamento da produção das fazendas para o mercado internacional pelo Porto de Santos - que até os dias atuais, tem um papel logístico fundamental na economia paulista.

## Atualidade
Atualmente, a propriedade mescla as atividades agropecuárias com um pé no turismo histórico e a convivência do passado com o presente. A fazenda conta com um espaço de trinta mil metros quadrados contando com com lagos, trilhas, restaurante, loja de artesanato, capela Secularismo, passeios de trator e charrete e playground.
O espaço da fazenda é muito visitado por escolas e universidades devido ao teor histórico da propriedade e um quadro de funcionários especializados no tema histórico.